# Scrophularia nodosa
L'escrofulària (Scrophularia nodosa) és una espècie de planta amb flors del gènere Scrophularia dins la família de les escrofulariàcies (Scrophulariaceae). És una planta nativa d'Europa que ha estat introduïda a Amèrica del Nord.
Addicionalment pot rebre els noms de escrofulària major, escrofulària nodosa, herba dels humors freds, marçal, setge i setgera.

## Descripció
És una planta herbàcia perenne i vivaç, una amb arrel tuberosa. Les tiges són quadrades i assoleixen els 60-90 cm d'altura. Les fulles són oposades, ovalades, dentades i agudes. Les flors són petites amb el calze de color verd, corol·la de color vermell o púrpura, agrupades en panícules. La corol·la té un llavi trilobat. El fruit és una càpsula.

## Taxonomia
Aquesta espècie va ser publicada per primer cop l'any 1753 al segon volum de l'obra Species Plantarum del botànic suec Carl von Linné (1707-1778).

### Sinònims
Els següents noms científics són sinònims heterotípics de Scrophularia nodosa:
- Scrophularia capitata Raf.
- Scrophularia cechica Opiz
- Scrophularia foetida Wydler
- Scrophularia foetida Garsault
- Scrophularia halleri Gueldenst. ex Ledeb.
- Scrophularia hemschinica K.Koch
- Scrophularia italica Mill.
- Scrophularia major Bubani
- Scrophularia nodosa var. bobartii Pryor
- Scrophularia nodosa subsp. chamaeneriifolia Schustler
- Scrophularia nodosa subsp. foliosa Sennen
- Scrophularia nodosa var. montana Stiefelh.
- Scrophularia nodosa var. nitida Regel
- Scrophularia nodosa var. purpurascens Salter ex J.J.Blandy
- Scrophularia nodosa var. serrulata Regel
- Scrophularia nodosa variegata G.Cooper ex J.Dix
- Scrophularia nodosa var. viridiflora Wimm. & Grab.
- Scrophularia sckellii Spreng.
- Scrophularia serrulata Small
- Scrophularia ternata Schur
- Scrophularia wirtgenii W.D.J.Koch ex Opiz

## Usos
Considerada depurativa, útil en afeccions hepàtiques. Antiinflamatori semblant a l'harpagòfit. Pel fet de contenir Al tenir saponines ha de ser consumit amb molta precaució per ser tòxica.